# Euploea anthrax
Euploea anthrax är en fjärilsart som beskrevs av Moore 1857. Euploea anthrax ingår i släktet Euploea och familjen praktfjärilar. Inga underarter finns listade i Catalogue of Life.